# Autobahnkirche Himmelkron

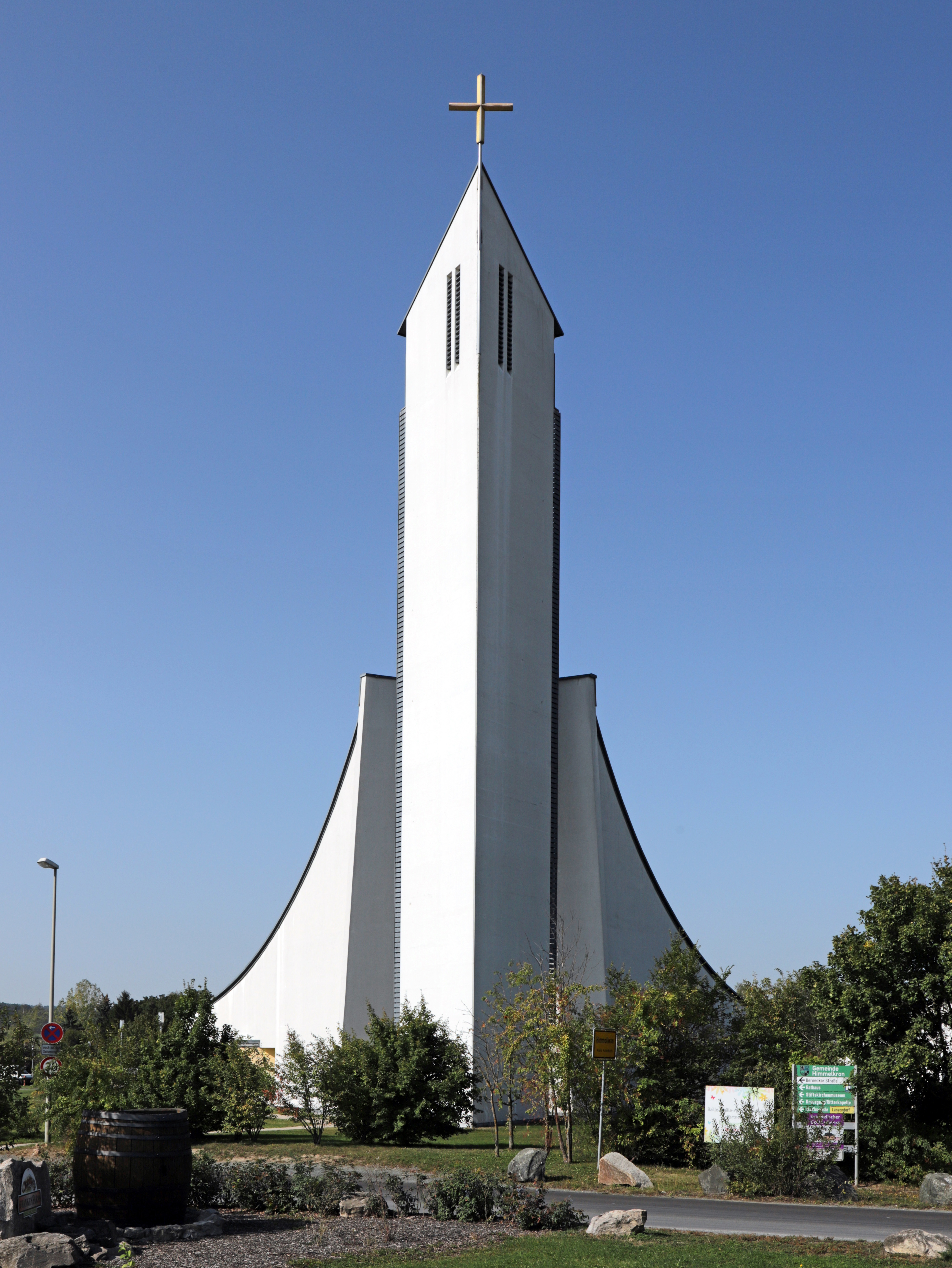
Autobahnkirche Himmelkron von Osten

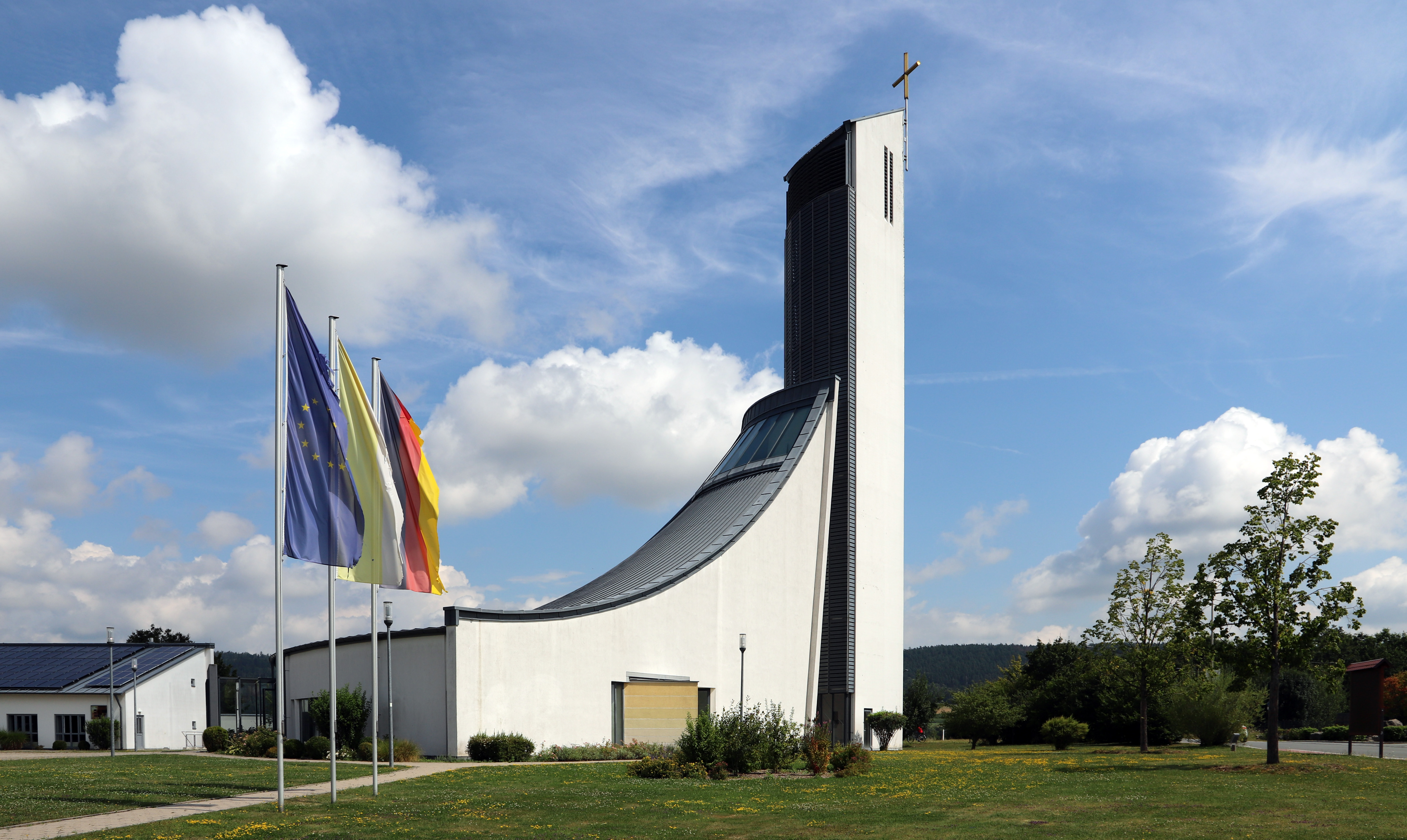
Autobahnkirche Himmelkron von Süden

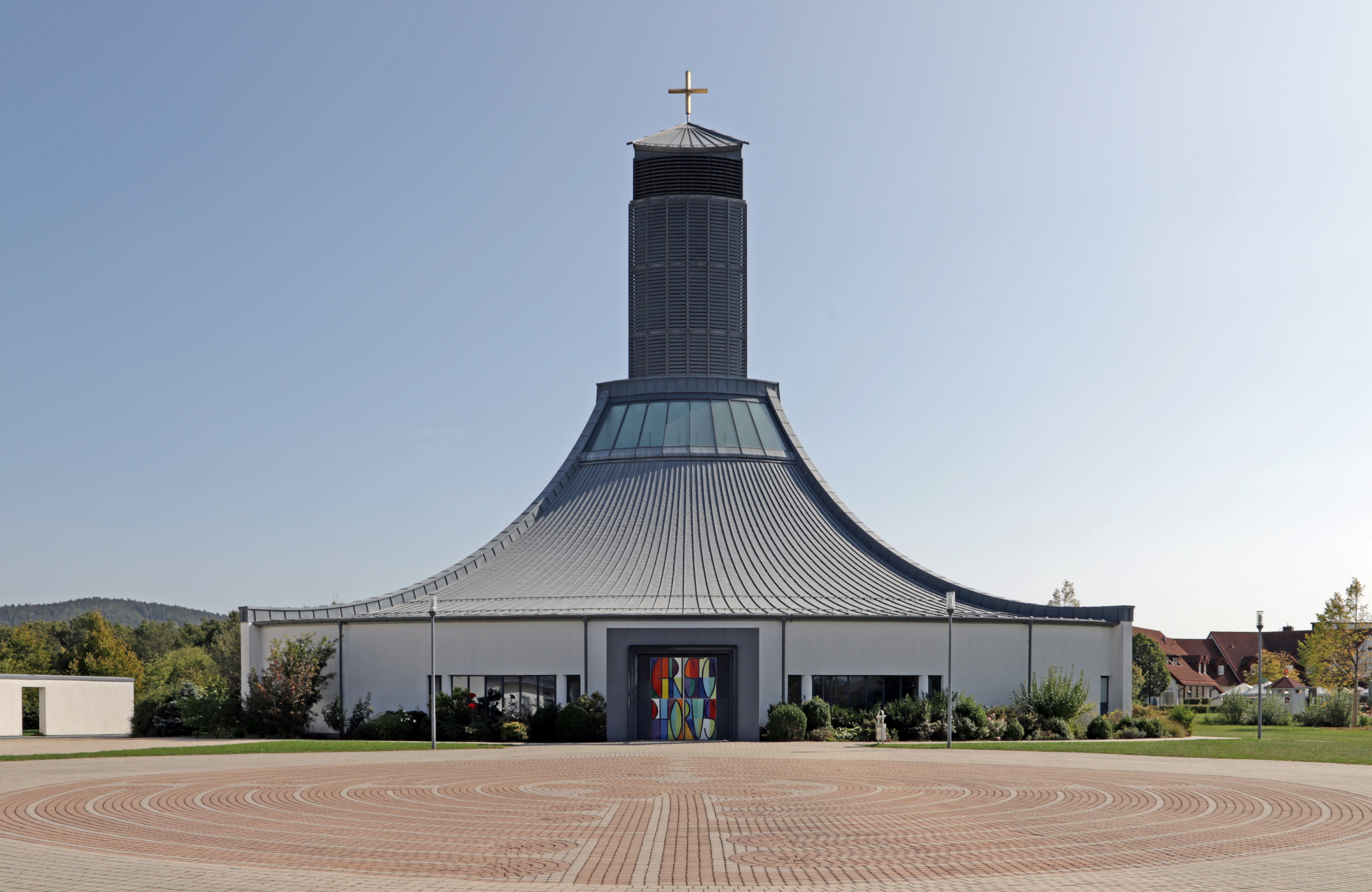
Autobahnkirche Himmelkron von Westen mit Labyrinth

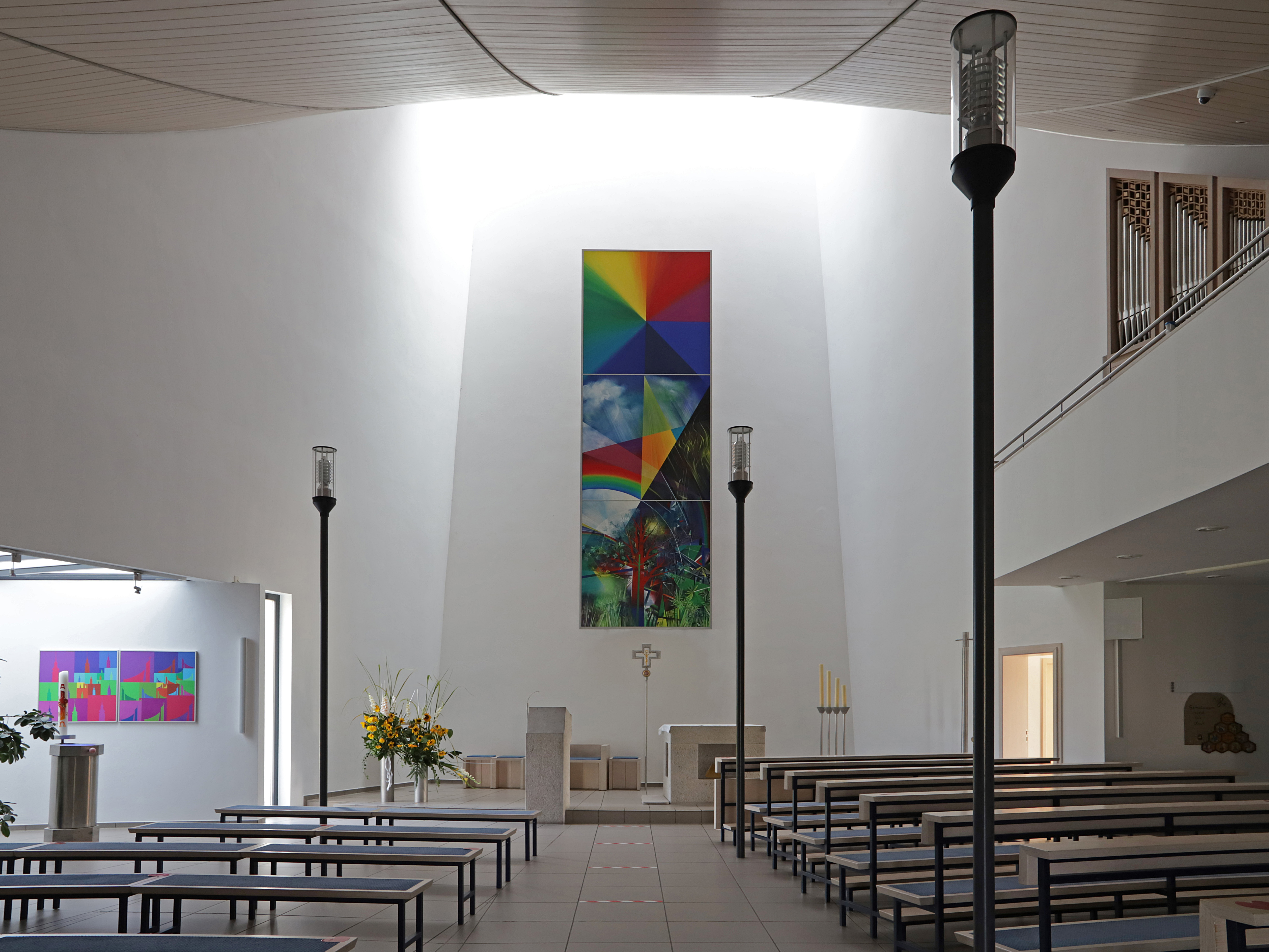
Autobahnkirche Himmelkron Kirchenraum

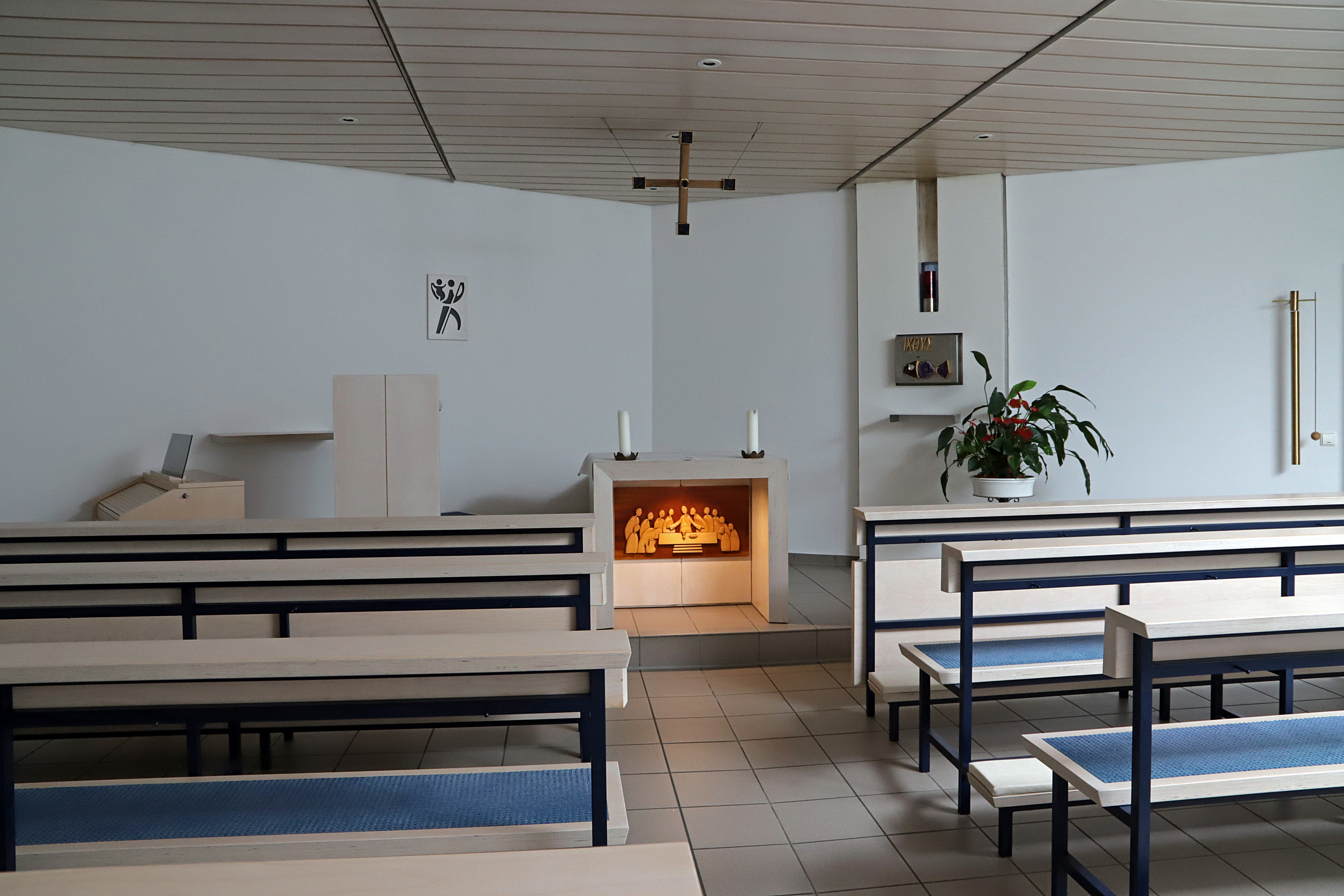
Autobahnkirche Himmelkron Kapelle

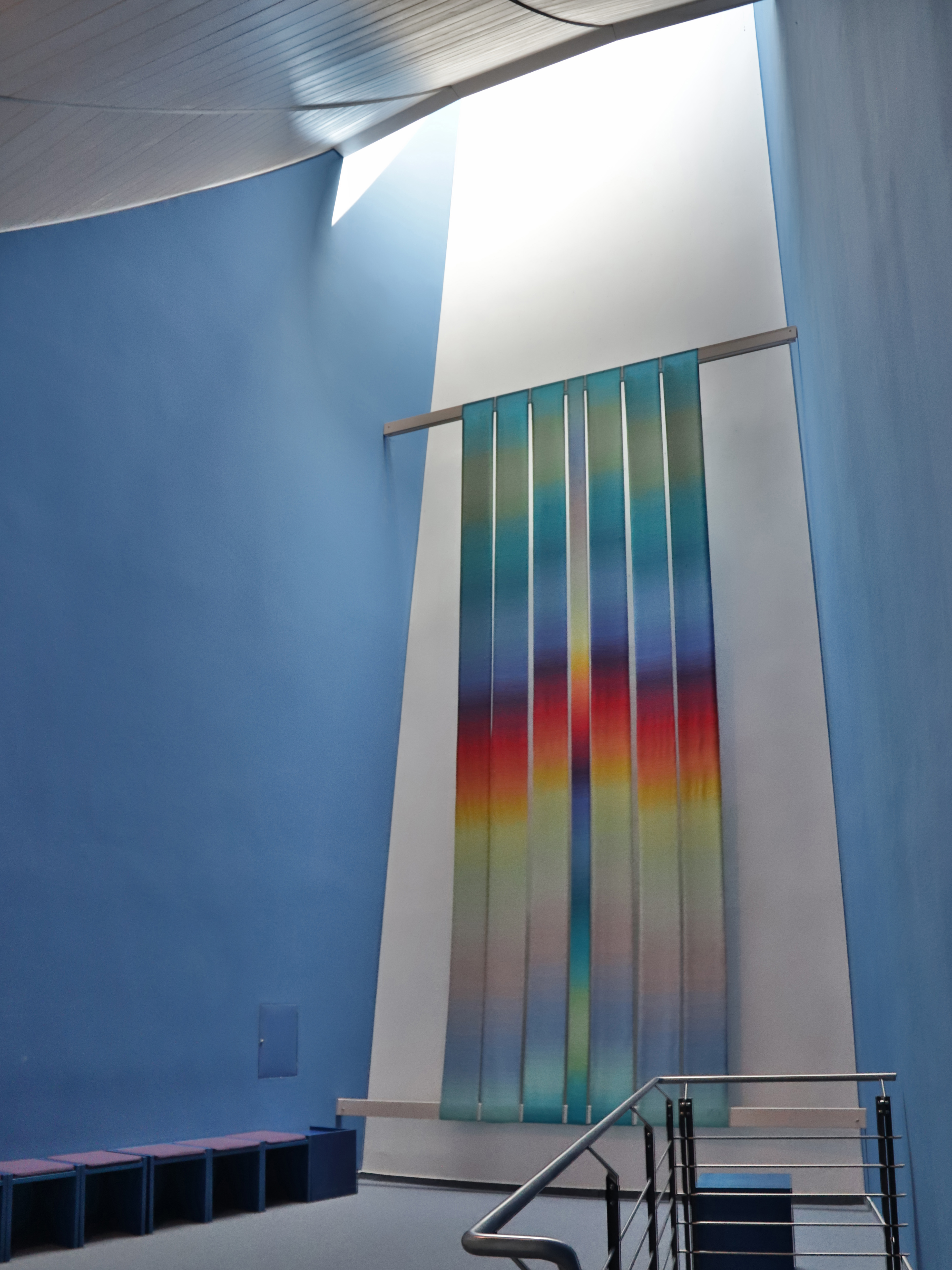
Autobahnkirche Himmelkron Meditationsraum

Die römisch-katholische Kirche St. Christophorus in Himmelkron, Bernecker Straße 27, ist eine Autobahnkirche an der A9 und eine Filialkirche der Pfarrei St. Otto in Bad Berneck für die Gemeinde Himmelkron und die Gemeindeteile Lanzendorf und Gössenreuth. Sie gehört zum Seelsorgebereich Main-Schorgast-Tal.

## Lage
Zwischen Fichtelgebirge und Frankenwald am südöstlichen Ende einer 1 km langen schmalen Anhöhe im Tal des Weißen Mains wurde die Autobahnkirche Himmelkron in unmittelbarer Nähe der Kreuzung A9 und B303 errichtet. So sieht man – egal von welcher Richtung man kommt – bereits von weitem die charakteristische Silhouette des modernen Kirchenbaus aus dem 20. Jahrhundert. Am anderen Ende der Anhöhe im Nord-Westen steht die ehemalige Klosterkirche der Zisterzienserinnen, die gotische Stiftskirche Himmelkron aus dem 13. Jahrhundert.

## Geschichte
Nach der Reformation mit der Auflösung des Klosters 1569 entwickelte sich in Himmelkron eine katholische Gemeinde erst ab 1941 mit dem Erscheinen Südtiroler Ausgesiedelter (Option in Südtirol), die im Haus Schloss der Heime der Diakonie Neuendettelsau untergebracht wurden.
Einen großen Zuwachs erhielt die Gemeinde durch den Zustrom katholischer Flüchtlinge und Heimatvertriebener nach dem Ende des Zweiten Weltkriegs. Die Pfarrei St. Otto in Bad Berneck betreute die Katholiken in Himmelkron, Lanzendorf und Gössenreuth. Pfarrer Anton Mauderer hielt am Sonntagnachmittag um 17 Uhr die Gottesdienste in Himmelkron. Die evangelisch-lutherische Kirchengemeinde stellte dazu die Ritterkapelle der Stiftskirche zur Verfügung. Sie ist in ständiger Benutzung als Gottesdienstraum für die Bewohner der Heime des evangelisch-lutherischen Diakoniewerkes Neuendettelsau für geistig Behinderte. In der linken Ecke auf der Altarseite der Kapelle wurde zu den Gottesdiensten provisorisch eine spanische Wand aufgestellt als Sichtschutz beim Anlegen der liturgischen Gewänder des Priesters und der Ministranten und bei der Beichte. Für die musikalische Begleitung war ein Orgelpositiv vorhanden. Stand die Kapelle in Ausnahmefällen nicht zur Verfügung, wie bei ihrer Renovierung 1965/66, konnte auf einen Andachtsraum im Haus Gottestreue der Heime der Diakonie ausgewichen werden.
Der Nachfolger von Pfarrer Anton Mauderer, Pfarrer Georg Roppelt, befasste sich mit dem Bau einer eigenen Kirche in Himmelkron und erwarb dazu 1966 ein Grundstück. Wegen einer notwendigen Erweiterung der Pfarrkirche Bad Berneck 1969 aufgrund der vielen Kurgäste musste der Bau zunächst zurückgestellt werden.
Der Nachfolger Pfarrer Karl-Heinz Weißer griff die Idee eines Kirchenbaus in Himmelkron erneut auf. Aufgrund der Wende 1989/90 nahm der Verkehr im grenznahen Bereich auf der A9 und der B303 erheblich zu, sodass Pfarrer Weißer für die geplante Ortskirche eine zusätzliche Funktion als Autobahnkirche dem Bamberger Erzbischof Elmar Kredel vorschlug und damit auch Erfolg hatte.
Es gelang, ein Grundstück in idealer Lage in unmittelbarer Nähe der Kreuzung der beiden Verkehrsadern und zwischen den beiden Gasthäusern Opel und Frankenfarm zu erwerben. Die Lage einer Kirche in der Nähe eines oder mehrerer Gasthäuser ist weitverbreitet. 
Das war früher auch für die Stiftskirche mit den Gasthäusern Grampp und Schütz der Fall gewesen. Das zunächst erworbene Grundstück an der (heutigen) Lanzendorfer Straße wurde veräußert.
Die Grundsteinlegung der Kirche, die dem Patrozinium des  Christophorus, des Schutzheiligen der Reisenden,  unterstellt ist, erfolgte am 21. April 1996 mit Domkapitular Prälat Klemenz Fink, die Kirchweihe am 28. Juni 1998 durch Weihbischof Werner Radspieler.
Auch wenn es anfangs Stimmen gab, die Zweifel an der Notwendigkeit des Baus einer Autobahnkirche hegten, zeigen die hohen Besucherzahlen – die ein Zähler am Eingang registriert – von der Akzeptanz des Ortes als Ortskirche und als „Tankstelle der Seele“, wie es in der Urkunde zur Grundsteinlegung heißt.

## Kirchenbau und Außenanlage
Den Auftrag für den Bau der Kirche bekam der Bamberger Architekt Diözesanbaumeister Eugen Vonmetz. Die charakteristische äußere Form ist von einem freistehenden 36 m hohen Glockenturm und einem konkav geschwungenen Dach ähnlich einer Skischanze geprägt. Der Grundriss hat die Form eines Tortenstücks mit nach Osten ausgerichteter Spitze und dem Glockenturm.
Zur Gesamtanlage gehören – neben einem ausreichend großen Parkplatz – eine Begegnungsstätte mit Saal, Gruppenräumen und Küche und eine Hausmeisterwohnung. Der Vorplatz ist ausgestattet mit einem Pflasterbild des Labyrinths aus der Kathedrale in Chartres und seit 2005 mit einem Christophorus-Brunnen des Bildhauers Max Walter aus Werneck/Vasbühl.
Etwas abseits gibt es seit 2020 einen auf sieben Stelen mit 14 Tafeln gestalteten Meditationsweg „VIACOLORE“. Der Entwurf stammt vom Künstler Gerhard Böhm aus Himmelkron., die Ausführung vom Emaille-Künstler Peter Luban aus Rößnitz. Dieselben Künstler gestalteten auch das zweiflügelige Kirchenportal.

## Innen
Man betritt den Kircheninnenraum über einen lang gestreckten Vorraum. Er enthält Plakate, Schautafeln, einen Schriftenstand, eine Gedenktafel für den Initiator des Kirchenbaus Geistlichen Rat Karl-Heinz Weißer und in einer abgeschirmten Nische eine Madonna mit einem Kerzenstand.
Über diesen Vorraum ist auch der Zugang zur Kapelle und über eine Treppe zum Meditationsraum oberhalb der Sakristei möglich.
Der Kircheninnenraum ist mit seiner aufstrebenden Holzdecke, der nach außen geneigten konvexen Altarwand und mit dem Lichteinfall von oben von einer hohen Dynamik geprägt. Durch einen Vorhang trennbar lädt die Tabernakel-Nische zur Meditation ein.

## Orgel

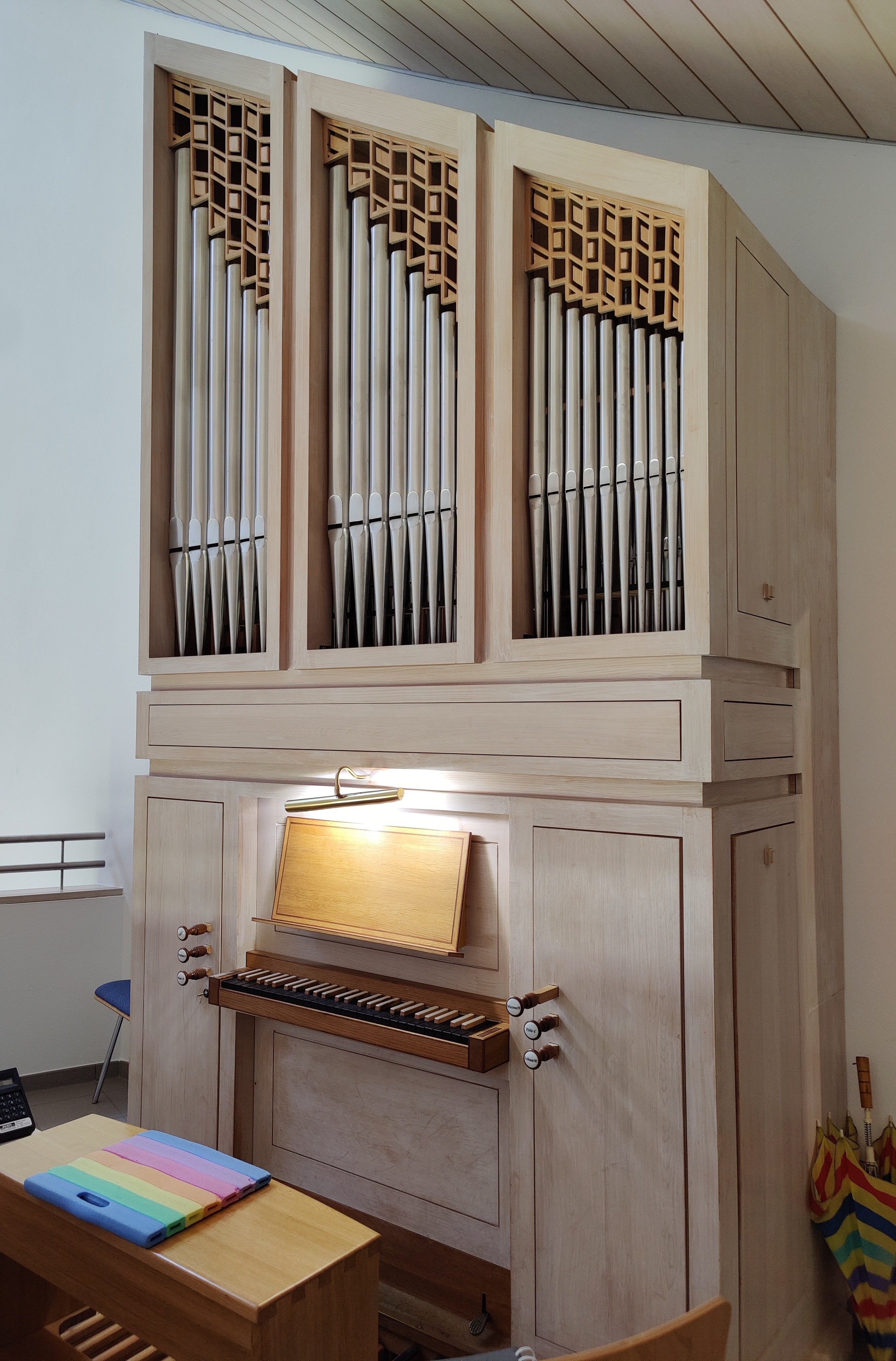
Pirchner-Orgel

Die Orgel auf der Empore über dem Tabernakel wurde von Orgelbau Pirchner aus Steinach/Tirol gefertigt. Die mechanische Schleifladenorgel verfügt über fünf Manualregister und ein Pedalregister. Die Einweihung war am 5. April 1999. Die Disposition lautet:
| Manual C–f3 |    |
| Copl        | 8′ |
| Salizional  | 8′ |
| Prestant    | 4′ |
| Flöte       | 4′ |
| Oktav       | 2′ |

| Pedal C–d1 |     |
| Subbass    | 16′ |

- Koppel: Pedalkoppel

In der Kapelle befindet sich eine elektronische Orgel der Firma Ahlborn.

## Glocken
Im Glockenstuhl hängen drei Glocken, die von der Glockengießerei Rudolf Perner in Passau gegossen wurden:
- Die Petrus- und Paulus-Glocke ist die größte und trägt die Inschrift „Geht zu allen Völkern und macht alle Menschen zu meinen Jüngern“. Sie wurde als einzige rechtzeitig geliefert und am 6. Oktober 1996 von Domkapitular Prälat Hans Wich in Himmelkron geweiht. – Ton gis‘, Gewicht 572 kg, Durchmesser ca. 1010 mm.
- Die zweite Glocke, die Marienglocke mit dem Text „Was er euch sagt, das tut“, erhielt ihre Weihe vom Stiftspropst in Altötting. – Ton h‘, Gewicht 420 kg, Durchmesser ca. 880 mm.
- Die dritte Glocke, die „Bernhard-Lichtenberg-Glocke“ mit der Inschrift „Ich werde meinem Gewissen folgen“, wurde vom Berliner Kardinal Georg Sterzinsky in der St.-Hedwigs-Kathedrale Berlin geweiht. Dort liegt der seliggesprochene Bernhard Lichtenberg begraben. – Ton cis‘‘, Gewicht 310 kg, Durchmesser ca. 790 mm.

Eine gemeinsame Weihe aller drei Glocken in Himmelkron war am 6. Oktober 1996 wegen Schwierigkeiten beim Glockenguss nicht möglich. Die beiden kleineren Glocken mussten nochmals gegossen werden.

## Künstlerische Ausstattung
Die künstlerische Ausstattung ist weitgehend das Werk des Himmelkroner Malers und Graphikers Gerhard Böhm. Das Foyer schmückt die zehnteilige Collage „Aufrichten“ mit einem Farbenspiel von blau nach grün auf sich „aufrichtenden“ Tafeln von Gerhard Böhm. Darunter befindet sich der Grundstein mit der Zahl 1996. Die Madonna in der blauen Nische stammt vom Südtiroler Bildhauer Otto Schrott.
Das farbenprächtige Altarbild (Acryl auf Leinwand, 2 × 6 m) „Unterwegs mit Christophorus“ im Kirchenraum stammt ebenfalls von Gerhard Böhm. Das Prozessionskreuz vor diesem Altarbild hat Max Walter gestaltet.
In einer seitlichen Nische befindet sich der für den Kirchenraum und die Kapelle gemeinsame Tabernakel mit dem ewigen Licht. Auf der Kirchenschiffseite schmückt eine Christusikone das Sakramentshäuschen, auf der Kapellenseite das altchristliche Fischsymbol mit dem griechischen IXθYΣ (= Fisch; für die fünf Anfangsbuchstaben Jesus-Christus-Sohn-Gottes-Erlöser).
Auf dem Weg zum Meditationsraum im Obergeschoss begrüßt eine Christophorus-Statue den Besucher. Im Meditationsraum – ebenfalls nach einem Entwurf von Gerhard Böhm gestaltet – wiederholen sich auf sieben freischwingenden Webbändern an der Stirnwand die Farben, die schon das Altarbild dominieren. Auch der Lichteinfall von oben auf diese Bänder hat eine ähnliche Wirkung wie im Kirchenschiff. Der ganz in Blau gehaltene Raum enthält keinerlei christliche Symbole.

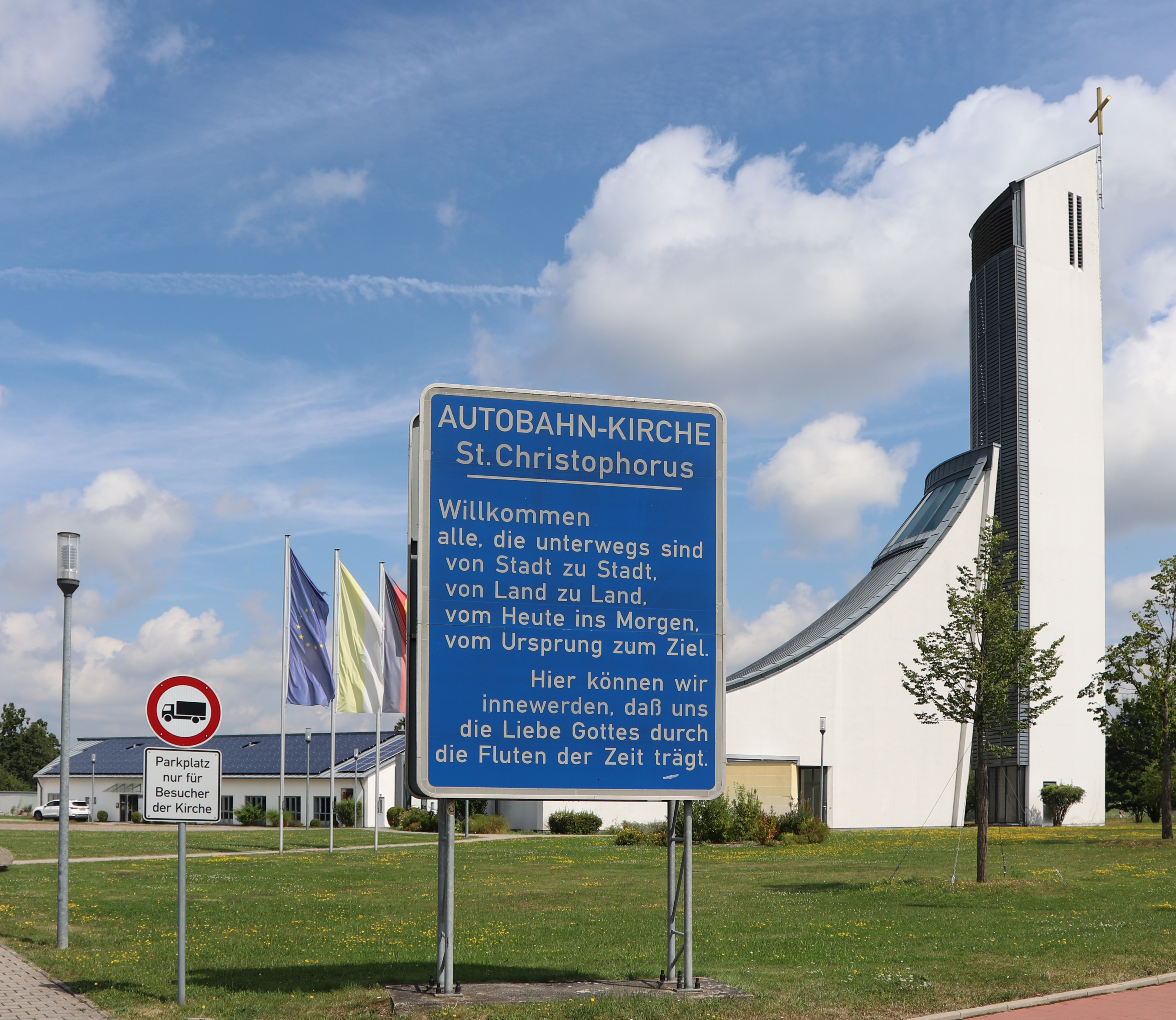
Einladung
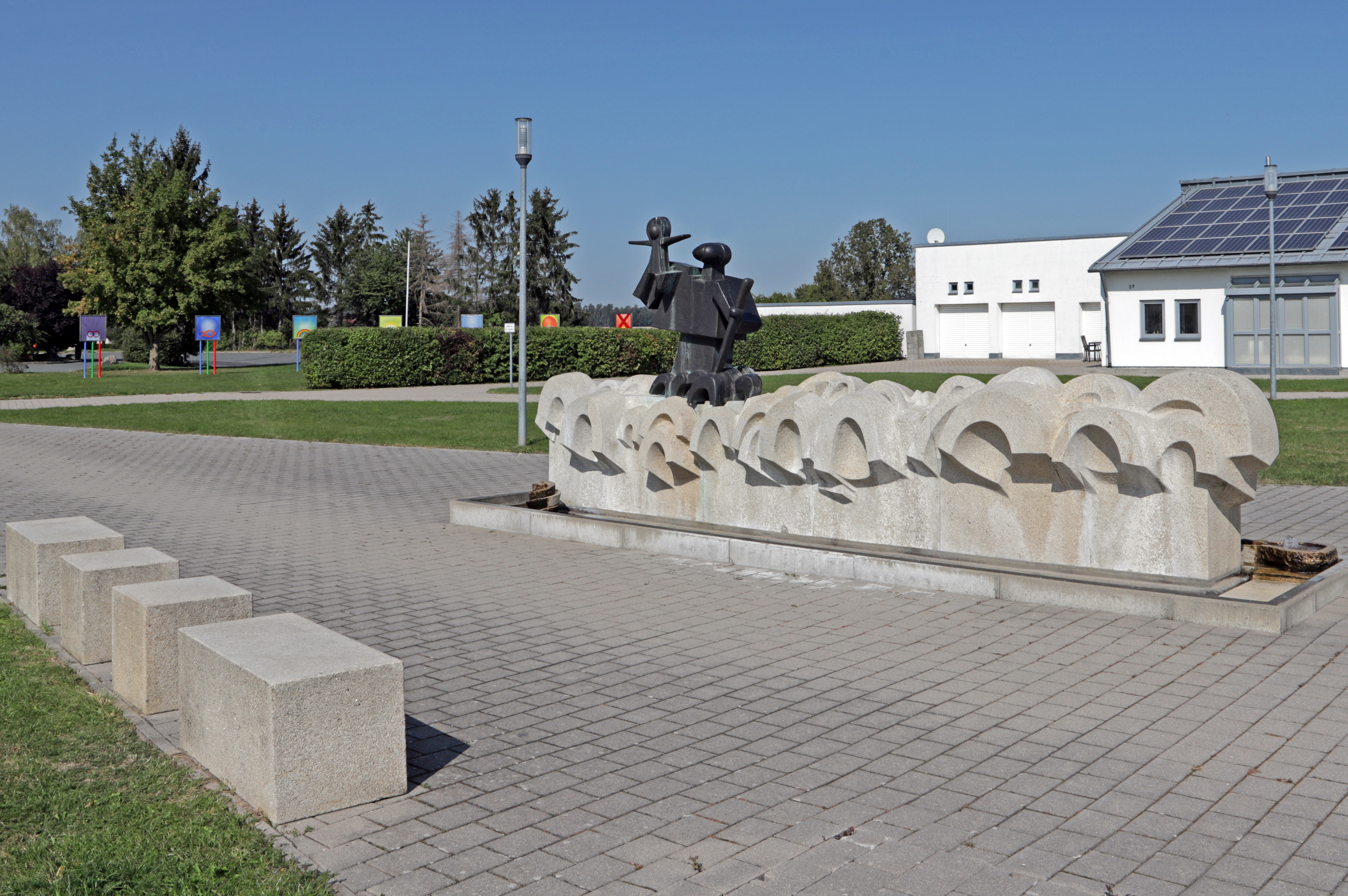
Christophorus-Brunnen und Meditationsweg „VIACOLORE“
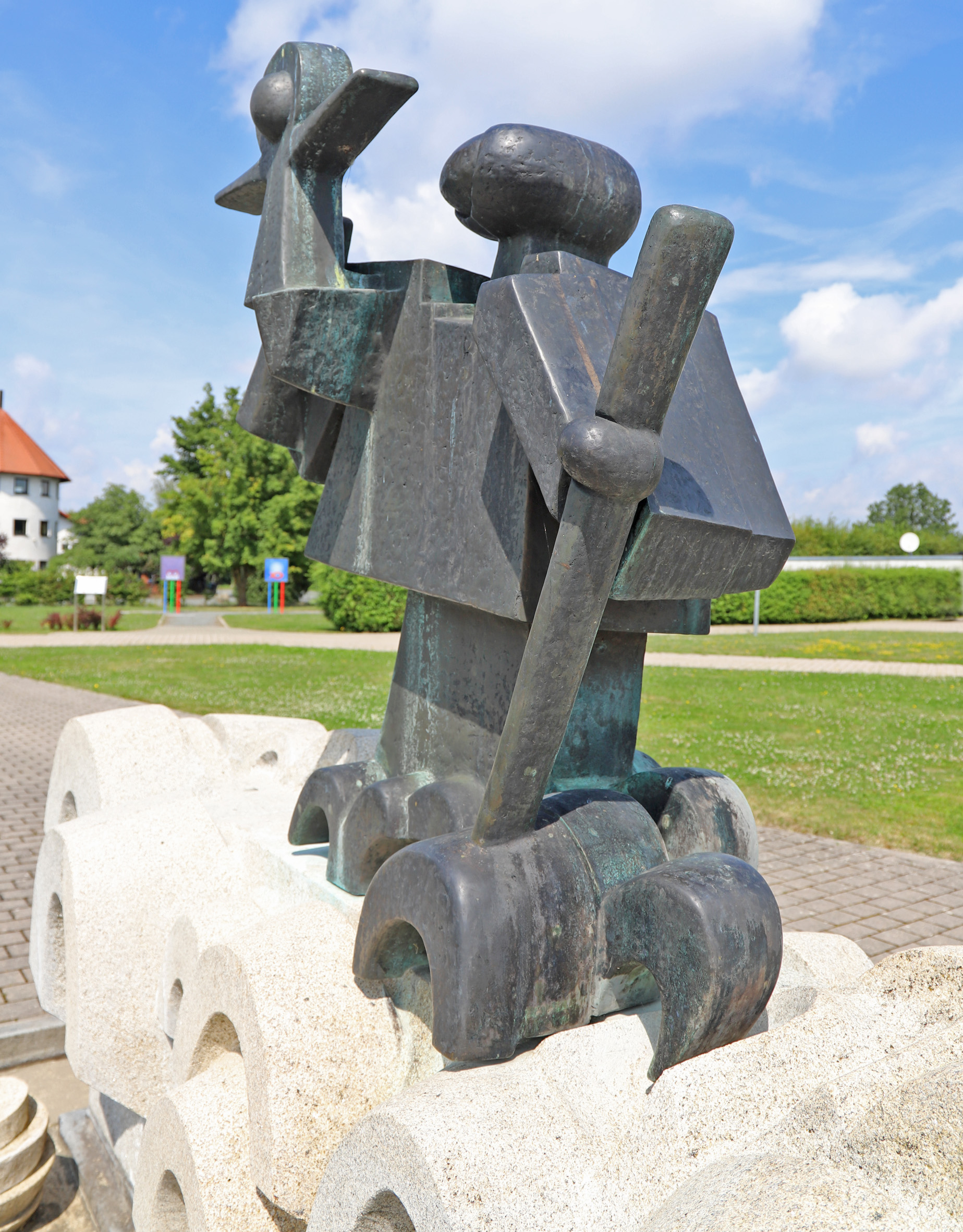
Hl. Christophorus
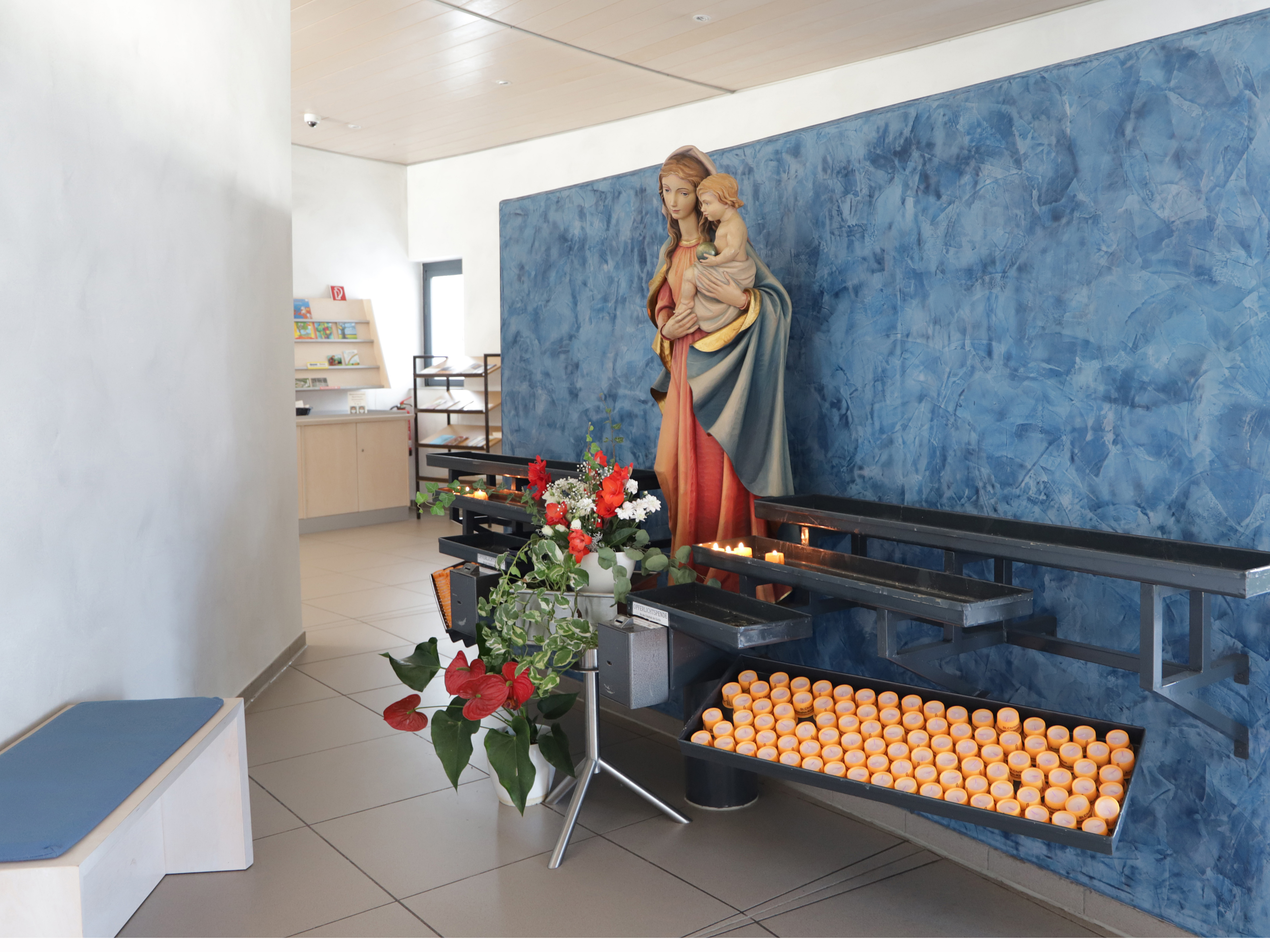
Madonna im Foyer

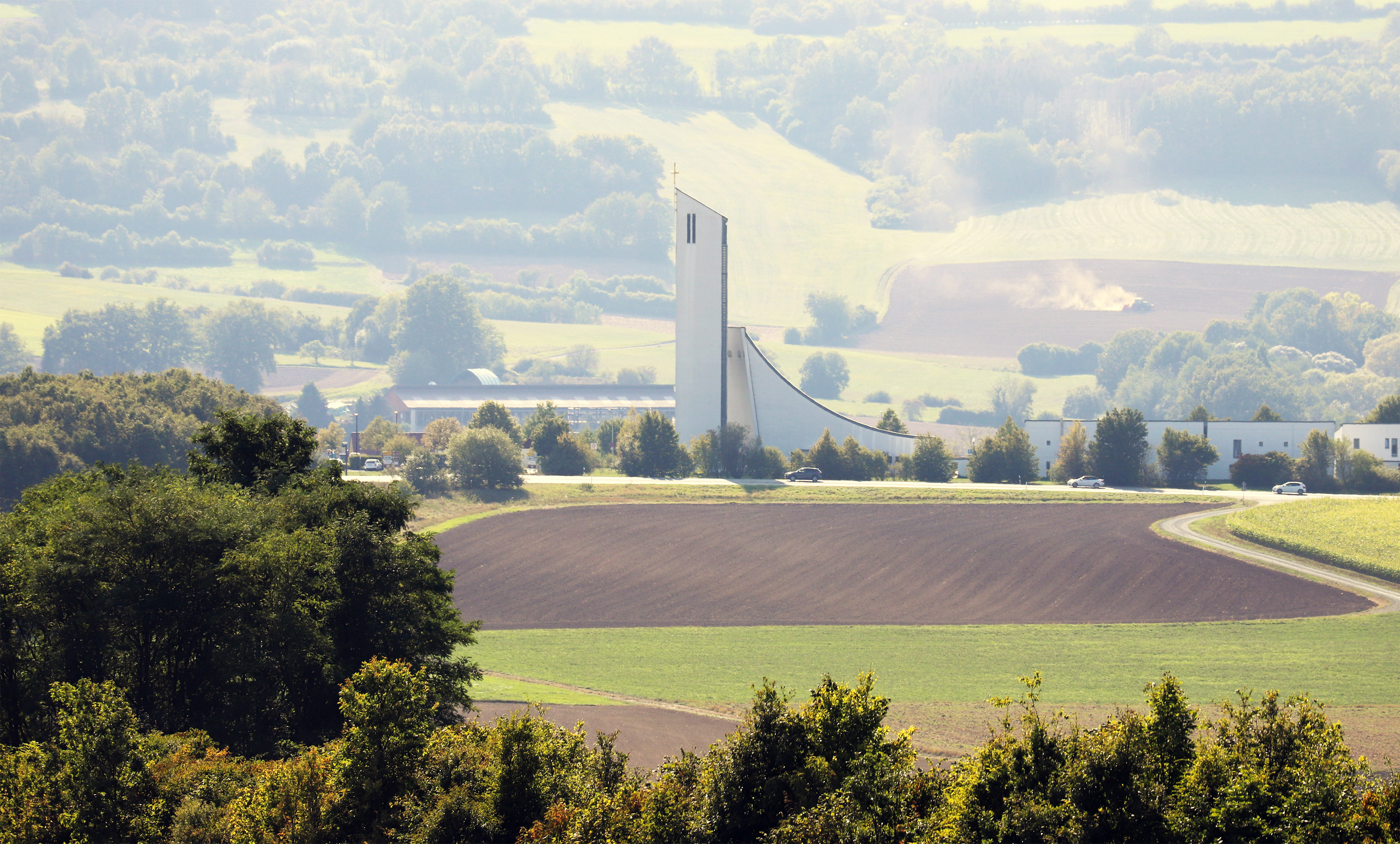
Sicht von Norden von einer Autobahnbrücke der A9
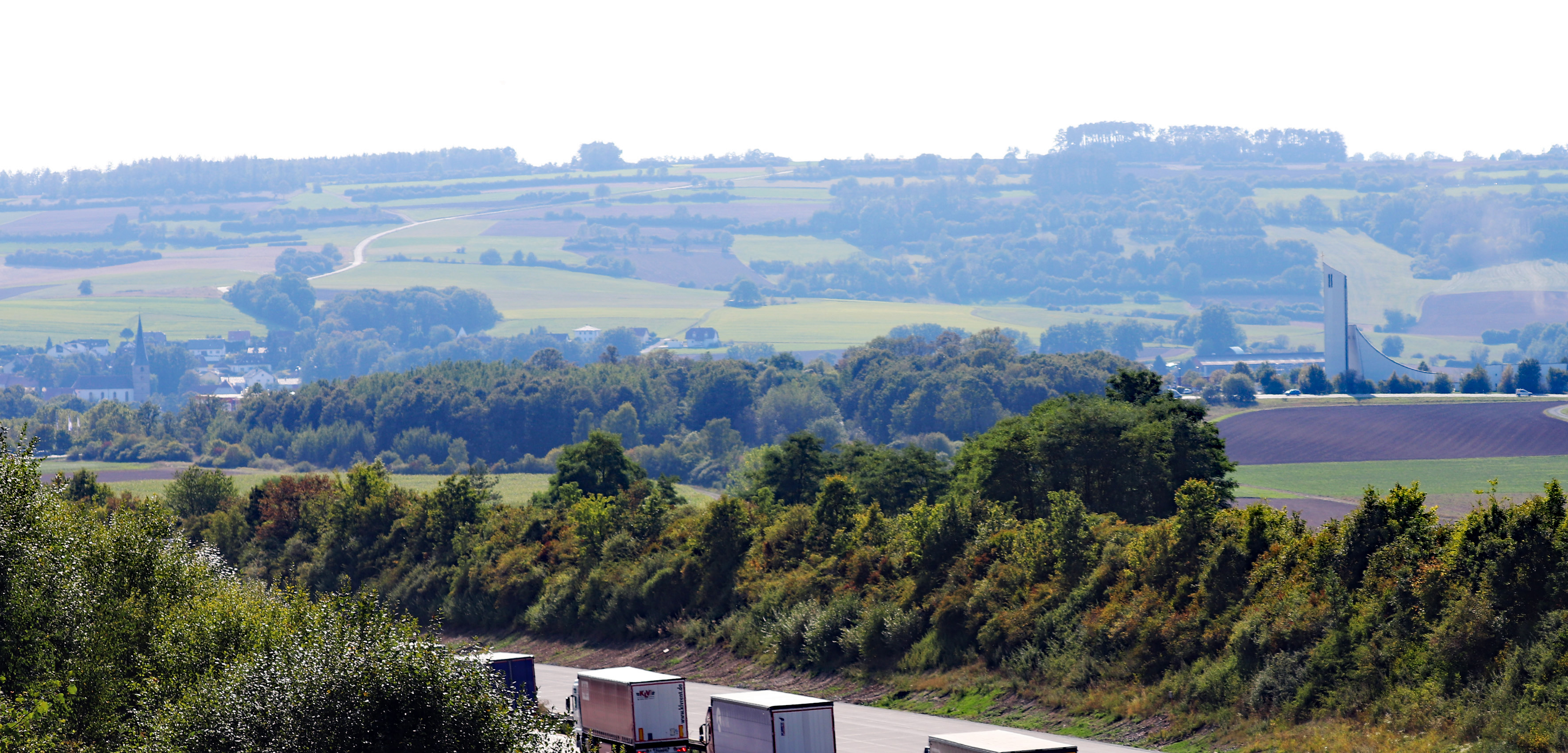
Blick in das Tal des Weißen Mains auf Lanzendorf mit der St. Gallus Kirche links und auf die Autobahnkirche St. Christophorus rechts